# Torneo de Triples de la LNB
El Torneo de Triples de la LNB es uno de los concursos anuales del Juego de las Estrellas de la LNB. Todas las ediciones se jugaron de manera individual, excepto en la 2014, en la que se jugó en parejas y el título lo obtuvieron Bruno Lábaque y el jugador retirado Juan Espil, y la edición de 2017, que fue para Eduardo Dominé (ganador en 2003 y 2004), y Lucio Redivo.

## Modo de disputa
Participan en el los mejores siete jugadores con mejor porcentaje de triples sobre un total de 65 tiros convertidos hasta la fecha que considere la organización. A ellos se les suma el último campeón.
En la primera ronda participan los siete clasificados exceptuando al último campeón. Se juega en 45 segundos y deben lanzar y embocar la mayor cantidad de balones como puedan en dos aros, sobre un total de 15 pelotas. Cada pelota embocada vale un punto. Se suelen colocar las 15 pelotas en 3 carros, y además, cada cinco hay una pelota especial que vale dos puntos.
Los tres mejores de la primera ronda avanzan a la siguiente, donde se suma el campeón defensor, y compiten nuevamente con el mismo formato.
Los dos mejores avanzan a la final, la cual se juega en 60 segundos y con un solo aro y un total de 25 balones.

## Ganadores

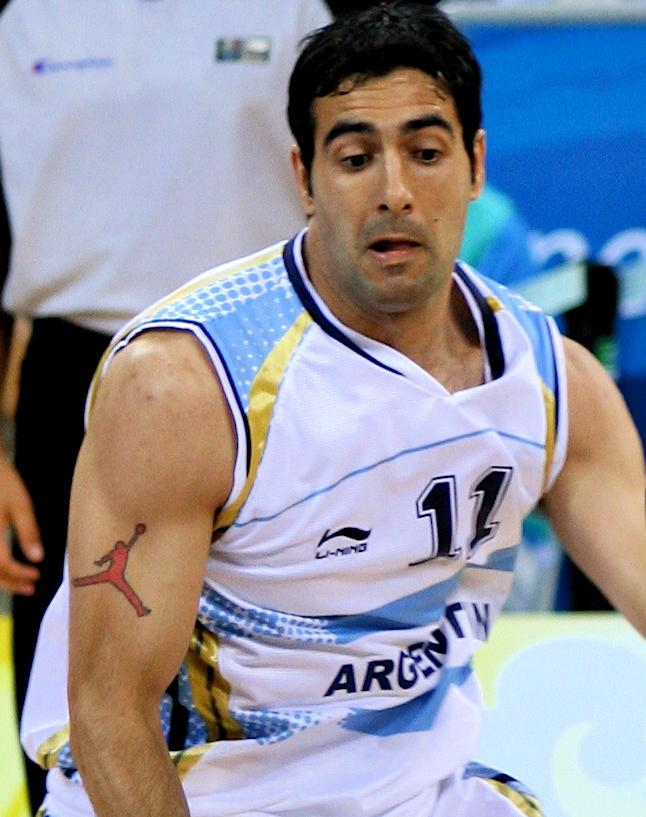
Paolo Quinteros, ganador en las ediciones 2002, 2006 y 2021.

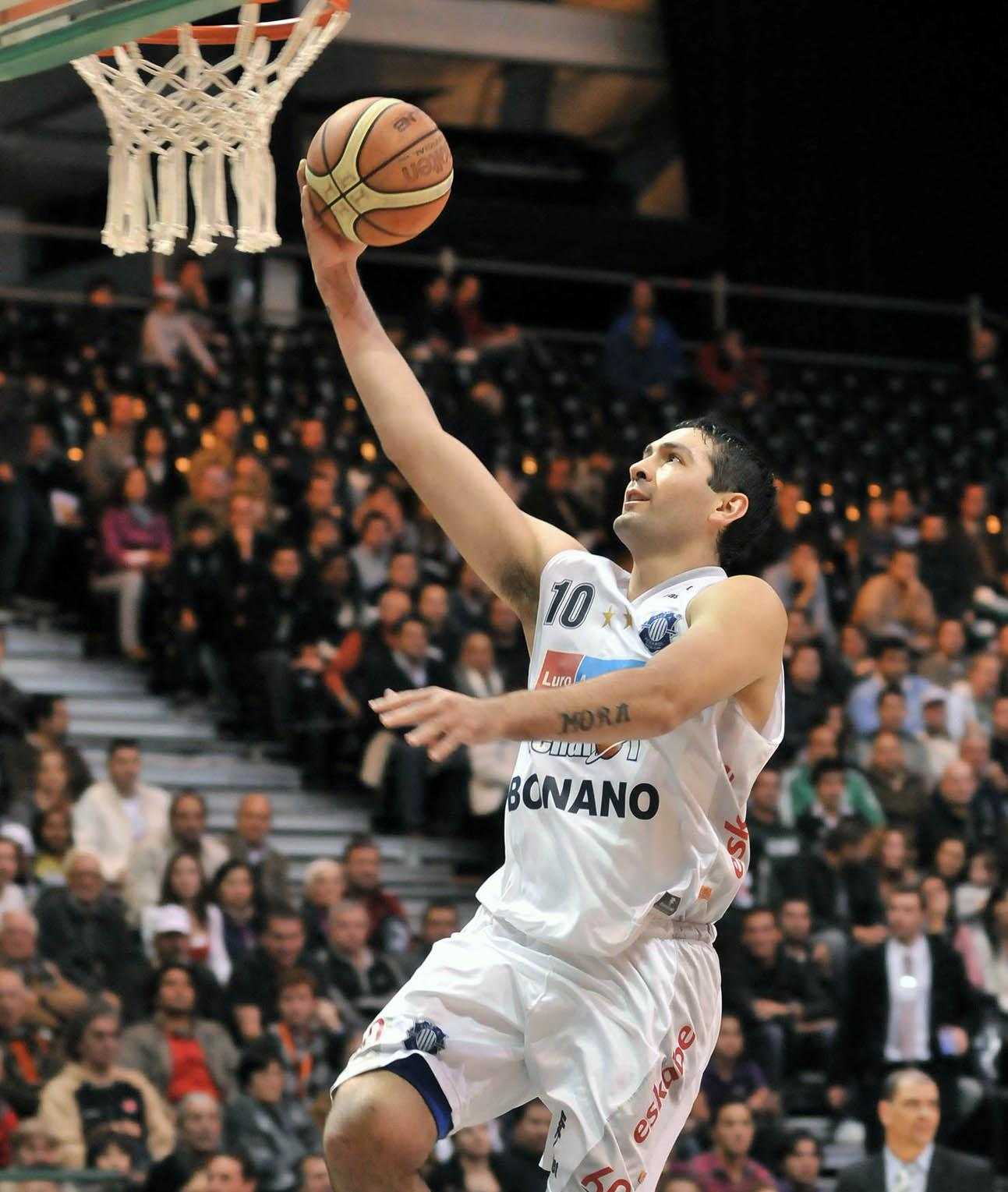
Leonardo Gutiérrez, vencedor en la edición 2012.

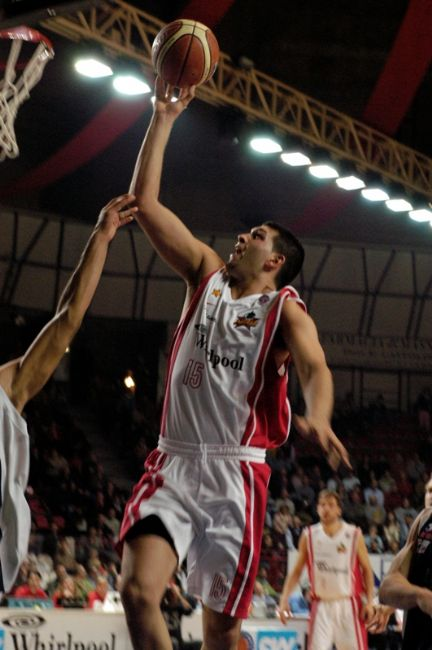
Gabriel Fernández, otro de los triunfadores en dos ocasiones, 2000 y 2001.

| Jugador (#) | Denota el número de veces que el jugador ha ganado el concurso                |
| Equipo (#)  | Denota el número de veces que un jugador de este equipo ha ganado el concurso |

| Temp | Jugador                          | Equipo                  |
| ---- | -------------------------------- | ----------------------- |
| 1988 | Carlos Raffaelli                 | Deportivo San Andrés    |
| 1989 | Nelio Badaloni (1)               | Sport Club Cañadense    |
| 1990 | Marcelo Milanesio (1)            | Atenas (1)              |
| 1991 | Miguel Cortijo                   | Peñarol (1)             |
| 1992 | Nelio Badaloni (2)               | Invitado                |
| 1993 | Marcelo Milanesio (2)            | Atenas (2)              |
| 1994 | —                                | —                       |
| 1995 | Héctor Campana                   | Peñarol (2)             |
| 1996 | Mario Milanesio                  | Luz y Fuerza de Posadas |
| 1997 | Jorge Racca                      | Olimpia (VT)            |
| 1998 | Leonardo Zanassi                 | Peñarol (3)             |
| 1999 | Alejandro Montecchia             | Boca Juniors (1)        |
| 2000 | Gabriel Fernández (1)            | Boca Juniors (2)        |
| 2001 | Gabriel Fernández (2)            | Estudiantes (O) (1)     |
| 2002 | Paolo Quinteros (1)              | Estudiantes (O) (2)     |
| 2003 | Eduardo Dominé (1)               | Obras Sanitarias (1)    |
| 2004 | Eduardo Dominé (2)               | Obras Sanitarias (2)    |
| 2005 | Williard Ford                    | Peñarol (4)             |
| 2006 | Paolo Quinteros (2)              | Boca Juniors (3)        |
| 2007 | Leandro Masieri (1)              | Gimnasia (CR) (1)       |
| 2008 | Leandro Masieri (2)              | Club Belgrano           |
| 2009 | Leandro Masieri (3)              | Boca Juniors (4)        |
| 2010 | Juan Espil (1)                   | Obras Sanitarias (3)    |
| 2011 | Juan Espil (2)                   | Weber Bahía Estudiantes |
| 2012 | Leonardo Gutiérrez               | Peñarol (5)             |
| 2013 | Bruno Lábaque (1)                | Atenas (3)              |
| 2014 | Bruno Lábaque (2) Juan Espil (3) | Atenas (4) Estrella     |
| 2015 | Isaac Sosa                       | Boca Juniors (5)        |
| 2016 | Federico Aguerre                 | Gimnasia Indalo (2)     |
| 2017 | Eduardo Dominé (3) Lucio Redivo  | Estrella Bahía Basket   |
| 2018 | Manuel Buendía (1)               | Gimnasia (CR) (3)       |
| 2019 | Manuel Buendía (2)               | Gimnasia (CR) (4)       |
| 2020 | —                                | —                       |
| 2021 | Paolo Quinteros (3)              | Regatas Corrientes      |
| 2022 | Martín Cuello                    | Instituto               |
| 2023 | Selem Safar                      | Centauros de Portuguesa |
| 2024 | Joaquín Valinotti                | Peñarol (6)             |

### Jugadores con más victorias
| Jugador           | Victorias | Años              |
| ----------------- | --------- | ----------------- |
| Paolo Quinteros   | 3         | 2002, 2006, 2021. |
| Leandro Masieri   | 3         | 2007, 2008, 2009. |
| Juan Espil        | 3         | 2010, 2011, 2013. |
| Eduardo Dominé    | 2         | 2003, 2004, 2017. |
| Nelio Baladoni    | 2         | 1989, 1992.       |
| Marcelo Milanesio | 2         | 1990, 1993.       |
| Gabriel Fernández | 2         | 2000, 2001.       |
| Bruno Lábaque     | 2         | 2013, 2014.       |
| Manuel Buendía    | 2         | 2018, 2019.       |

### Clubes con más victorias
| Equipo                        | Victorias | Años                                |
| ----------------------------- | --------- | ----------------------------------- |
| Peñarol                       | 6         | 1991, 1995, 1998, 2005, 2012, 2024. |
| Boca Juniors                  | 5         | 1999, 2000, 2006, 2009, 2015.       |
| Atenas                        | 4         | 1990, 1993, 2013, 2014.             |
| Gimnasia (Comodoro Rivadavia) | 4         | 2007, 2016, 2018, 2019.             |
| Obras Sanitarias              | 3         | 2003, 2004, 2010.                   |
| Estudiantes (Olavarría)       | 2         | 2001, 2002.                         |

1. ↑  También compitió con el nombre «Gimnasia Indalo».